# Het beste van Vlaanderen
Het beste van Vlaanderen is een collectie van dvd-verzamelboxen met Vlaamse series die in het verleden op de Vlaamse openbare omroep en op de commerciële zenders te zien waren. De dvd's zijn uitgebracht onder het label Segunda.
In de collectie verschenen onder andere al de volgende titels:
- Aspe (aflevering 1-4), 2 dvd's, 2017
- Aspe (aflevering 5-8), 2 dvd's, 2017
- De Bossen van Vlaanderen (volledige reeks), 2 dvd's, 2016
- De Kavijaks (volledige reeks), 2 dvd's, 2017
- Dubbelleven (aflevering 1-6), 2 dvd's, 2017
- Dubbelleven (aflevering 7-13), 2 dvd's, 2017
- Duts (volledige reeks), 2 dvd's, 2016
- Katarakt (aflevering 1-6), 2 dvd's, 2017
- Katarakt (aflevering 7-13), 2 dvd's, 2017
- Klein Londen, Klein Berlijn (volledige reeks), 2 dvd's, 2016
- Kongo (volledige reeks), 2 dvd's, 2016
- Koning van de Wereld (volledige reeks), 2 dvd's, 2016
- Langs de Kade (aflevering 1-6), 2 dvd's, 2017
- Langs de Kade (aflevering 7-15), 2 dvd's, 2017
- Ons Geluk (aflevering 1-6), 2 dvd's, 2016
- Ons Geluk (aflevering 7-13), 2 dvd's, 2017
- Ons Geluk (aflevering 14-19), 2 dvd's, 2017
- Ons Geluk (aflevering 20-26), 2 dvd's, 2018
- Rupel (aflevering 1-6), 2 dvd's, 2016
- Rupel (aflevering 7-13), 2 dvd's, 2017
- Rupel (aflevering 14-19), 2 dvd's, 2017
- Stille Waters (aflevering 1-6), 2 dvd's, 2017
- Stille Waters (aflevering 7-13), 2 dvd's, 2017
- Zone Stad (aflevering 1-8), 2 dvd's, 2017
- Zone Stad (aflevering 9-16), 2 dvd's, 2017